# Доісторична медицина
Доістори́чна медици́на — зачатки медицини, способи лікування різноманітних хвороб, які існували у первісних людей. Вивчення відомостей про здоров'я первісної людини пов'язане зі значними труднощами. Основні відомості дозволяють отримати такі науки, як археологія та антропологія, порівняльна філологія та вивчення життя сучасних дикунів.

## Умови існування первісних людей

### Гігієна
Первісні люди мало звертали увагу на свою гігієну — чистоту тіла і житла. Одяг змінювався тільки декілька разів протягом життя, і тому шкіра людей була брудна. У житлах кам'яної доби бруд накопичувався перед самими дверима і складав «гори», які в теплу пору року надавали неприємного запаху житлу. Навіть мешканці будівель на палях бронзової доби, які мали під собою воду в достатку, не користувались нею для миття своїх жител. Залишки всього так довго лежали в хижах, що дуже багато різного роду комах мали можливість відкласти в них яйця і пройти весь цикл розвитку.

### Харчування
У перших людей був вогонь, але їжу спочатку вони не варили. Коріння різних рослин, плоди диких дерев їли сирими, а вбиту тварину з'їдали без всякого готування. У середині четвертинного періоду м'ясо вже варили, але не в посуді, а у шкіряних мішках, які наповнялись водою, після чого туди кидали розпечене каміння. Для їжі людині цього часу слугували великі ссавці, як от коні, зубри, також мамути, печерні ведмеді, леви, гієни; пізніше олені стали головним предметом їжі. Людина інколи вбивала птахів, інколи ж могли їсти навіть щурів. Також первісні люди вдавалися до канібалізму.
У новокам'яному періоді кухонний посуд став значно кращим; в ньому могли варити їжу просто на вогні. Їжа стала більш різноманітною. З'явилися домашні тварини, зі злаків готували хліб, при чому для подрібнення зерен слугували млини, придумані різні збуджувальні напої: кумис та пиво. У бронзовій добі посуд став ще кращим, млини також покращені, плоди досягли урізноманітнення, оскільки з'явилося садівництво. Звичка їсти людське м'ясо все-таки збереглась і в цей період часу. У залізному періоді вживання алкогольних напоїв стало більш поширеним і люди почали готувати вино. В Америці звичним стало куріння тютюну.

### Поховання
Перші ознаки поховання зустрічаються в епоху печерних тварин. Мертвих ховали в печері по сусідству, де жили люди. Могильна печера закладалась камінням і слугувала місцем поховання для декількох трупів. Народи новокам'яного періоду користувались старими печерами для поховання; але також могли робити штучні печери, які прикривались зверху землею. У першій половині бронзового періоду кожен труп ретельно відокремлюється, або ж займає окреме приміщення. У другій половині бронзового періоду розповсюджена кремація, але вона ніколи не застосовувалась до всіх трупів. У залізному періоді помічається поворот до поховання в землю. У країнах, де завжди літо, швидке висихання трупа на сонці дало можливість до особливого звичаю, який був встановлений ще у кам'яній добі: померлого змащували олією і висушували біля вогню. На початку історичного періоду в Єгипті просте висушування замінилось бальзамуванням.

### Основні хвороби первісних людей
Погані умови існування первісної людини викликали більш чи менш тяжкі хвороби і призводили до передчасної смерті. Основні хвороби первісної людини — розлад травлення, хвороби шкіри, інфекційні хвороби, ушкодження, які були отримані на полюванні чи в бою. Людина льодовикового періоду, живучи в печерах, часто страждала подібними хворобами тварин — хворобами, що стосувались кісток.

### Хвороби зубів
Зуби внаслідок погано приготованої їжі і поганого розвитку кістяка так стиралась у первісних людей, що були не вищими за ясна. Такий стан зубів помічається не тільки у Європі, але й в Америці на черепах, котрі належали різноманітним періодам. Навіть у 12-річних дітей вже відбувалось руйнування жувальної поверхні зубів. Така ситуація вражала більше людей з півночі, ніж з півдня. Зуби, вкриті винним каменем, із залишками їжі, очевидно, не тримались в чистоті. У зв'язку з хворобами зубів спостерігаються страждання щелеп: запалення окістя і розростання щелепи; зубні комірки спотворені. За станом зубів можна певною мірою скласти уявлення про те, як часто первісні люди страждали на зубний біль.

### Інші хвороби
Виразки уражали як голову, так й інші частини тіла, і спричиняли навіть розлади кісток. На скелетах знайдені так рік і костеода кісток, періостит, атрофія та кісти. Комахи рясніли в погано утримуваних брудних помешканнях і заповзали у вуха, де викликали страждання. В існуванні доісторичного сифілісу нема жодного аргументу сумніватись, хоча він був рідкісною хворобою на той час. На скелетах кам'яної доби і давніших тілах знаходять сифілітичні ураження. Душевні хвороби загалом є частими у сучасних дикунів і, якщо останніх можна порівнювати з доісторичними людьми, то доведеться визнати, що ці захворювання бували не рідко у первісних людей. Гомер, який описував події початку життєвого віку, говорить про божевілля, яким несподівано були уражені супутники Одіссея, і про душевний розлад під впливом пристрасті. Існування атрофії черепа в кам'яному періоді вказує на доісторичний ідіотизм. Про гарячку та різні інфекційні хвороби є натяки в Гомера та й у Біблії також.

### Розвиток медицини у первісних людей
Наявність великої кількості хвороб в доісторичні часи змушувало людей звертатись за допомогою до медицини. Уявлення про природу хвороби виявляє лікування хвороби. Світогляд первісних людей характеризується словом «анімізм» або ж «фетишизм»: всі люди і предмети мають душу; вона покидає людину під час сну або після смерті, але продовжує постійно перебувати біля живих; вона поселяється в здорову людину і викликає хворобу і, щоб її вигнати, необхідно вдатися до хитрощів. Отже, хвороба походить від загубленої та застряглої в чужому тілі душі; щоб вилікувати хворобу, необхідно вигнати дух. Це завдання виконує первісний лікар, використовуючи заклинання і даючи різноманітні засоби хворому. Від цього часу в глибокій давнині лікар був разом з тим і жрець та вступав у спілкування з невидимим світом.
Одночасно з цим існували мисливці та пастухи, які, спостерігаючи за навколишньою природою, випадково робили спостереження над лікувальними властивостями деяких предметів і застосовували свої відкриття до лікування хвороб. Пізніше ці аматори спостережень перетворились у філософів і натуралістів й відняли у жерців мистецтво лікування. Жорстокі звичаї кам'яної доби показують багато ушкоджень при житті, які було знайдено на скелетах. Більшість ран припадало на голову, що залежало від характеру битв того часу; рани від стріл трапляються на різноманітних частинах тіла. Переломи кісток зустрічаються нерідко; результат їхнього загоєння свідчить про те, що доісторичний хірург вмів добре накладати пов'язки; серед переломів є такі, за яких хороший результат лікування можливий лише при хорошому накладенні пов'язки. Перші пов'язки були, ймовірно, з глини. Таким чином доісторична хірургія володіла деякими способами лікування. Робились і дуже важливі операції — це показують скелети, в яких в черепі є сліди трепанації. Стан черепів вказує на те, що після таких операцій люди жили довго.